# Регіон Нотрансько-Крашка
Регіон Нотрансько-Крашка (словен. Notranjsko-kraška regija) — статистичний регіон у південно-західній Словенії уздовж кордону з Хорватією. Найвизначнішими природними багатствами є карстова печера Постойна і озеро Церкниця. Цей є невеликий регіон з найнижчою щільністю населення. Цей регіон є одним з економічно слаборозвинутих у країні, він забезпечує 2 % надходжень у ВВП Словенії.

## Общини
До складу регіону входять такі общини: Блоке, Церкниця, Ілірська Бистриця, Лошка Долина, Пивка, Постойна.

## Демографія
Населення: 52 287.

## Економіка
Структура зайнятості: 45,6 % — сфера послуг, 48,1 % промисловість, 6,3 % сільське господарство.

## Туризм
Він приваблює лише 1,3 % загального числа туристів у Словенії, більшість з них з Італії (24,97 %).

## Транспорт
Довжина автомобільних доріг: 32 км. Протяжність інших доріг: 763 км.